# Окружающий интеллект
Окружающий интеллект (англ. Ambient intelligence, AmI) — термин для обозначения окружающей среды, насыщенной электронными устройствами, которые реагируют на присутствие людей. В русскоязычных источниках термин «окружающий интеллект» упоминается, но пока не является устоявшимся эквивалентом английского Ambient intelligence. В англоязычных источниках парадигма окружающего интеллекта основывается на технологиях распределённых вычислений, построении персональных профилей, контекстной ориентированности, клиентоориентированного дизайна человеко-компьютерного взаимодействия и характеризуется наличием следующих особенностей:
- встроенность: многие сетевые устройства интегрированы в окружающую среду;
- контекстная ориентированность[англ.]: эти устройства могут распознавать пользователя и связанный с ним ситуационный контекст;
- кастомизация: они могут быть приспособлены к потребностям конкретного пользователя;
- адаптивность: они могут изменяться в ответ на реакцию пользователя;
- упреждение[англ.]: они могут предвидеть желания пользователя без каких-либо особых действий со стороны последнего.

Типичный пример окружающего интеллекта представляет собой домашняя обстановка, описанная Беликовой и Крайчовичем .

## История
Идеи «интеллектуализации среды» были высказаны не позднее 1972 года, когда Станислав Лем обосновал их в «Фантастике и футурологии», а затем подробно развил в футурологическом романе «Осмотр на месте» (опубликован в 1981).
Термин «окружающий интеллект» (англ. Ambient intelligence) ввели в 1998 году сотрудники компании Palo Alto Ventures Эли Зелха и Брайан Эпштейн совместно с Саймоном Бирреллом в рамках серии презентаций и семинаров, организованных по поручению совета директоров компании Philips для исследования сценариев развития рынков электроники до 2020 года. В рабочую группу по разработке концепции Ambient Intelligence вошли Эли Зелха, Брайан Эпштейн, Саймон Биррелл, Дуг Рэндалл и Кларк Додсворт. В последующие годы концепция получила дальнейшее развитие. В 1999 году компания Philips вошла международный консорциум промышленных предприятий-участников проекта Oxygen, реализуемого Массачусетским технологическим институтом и направленного на разработку компьютерных технологий XXI века. В 2000 году было разработано технико-экономическое обоснование и план работы подразделения под названием HomeLab, посвященный исследованиям Ambient Intelligence. HomeLab было официально открыто 24 апреля 2002 года.
Наряду с компанией Philips, интерес к тематике Ambient Intelligence проявили и другие организации. Так, Европейская комиссия, следуя рекомендациям Консультативной группы по вопросам информационного общества и технологий (ISTAG), включила работы по данному направлению в состав шестой рамочной программы по развитию научных исследований и технологий на 2002—2006 годы с бюджетом в 3,7 млрд евро. В последующие годы Европейская комиссия начала ещё несколько крупных инициативных проектов в сфере AmI. Германское общество Фраунгофера также начало несколько проектов по различным аспектам AmI, включая мультимедиа, дизайн микроэлектронных устройств и дополненную реальность. МИТ создал в своём подразделении Media Lab исследовательскую группу по проблемам Ambient Intelligence. Исследовательские проекты в сфере AmI ведутся в Канаде, Испании, Франции и Нидерландах. В 2004 году был проведен первый европейский симпозиум по Ambient Intelligence (EUSAI), с тех пор конференции по различным аспектам AmI проводятся регулярно.

## Технологии
В формировании окружающего интеллекта может быть использован широкий круг технологий, в частности:
- Bluetooth с низким энергопотреблением
- RFID
- Имплантируемые микрочипы
- Датчики
- Программные агенты
- Нанотехнологии
- Биометрия.

## Бизнес-модели
По оценкам Консультативной группы Еврокомиссии по вопросам информационного общества и технологий (ISTAG), технологии и продукты окружающего интеллекта могут найти применение в следующих сегментах рынка:
- первоначальные нишевые рынки промышленных, коммерческих или социальных приложений, где востребованы расширенные интерфейсы, необходимые для поддержки работоспособности человека в быстро меняющихся или особых условиях;
- стартапы и спин-оффы — для выявления потенциальных новых требований к сервисам и последующего внедрения новых сервисов;
- сегменты массового спроса с низким порогом (стоимостью) входа при обеспечении массовой кастомизации;
- привлечение целевой аудитории с помощью бесплатных услуг для конечных пользователей, оплачиваемых за счёт размещения рекламы или предоставления дополнительных услуг или товаров;
- самообеспечение — на основе крупных сетевых сообществ пользователей, предоставляющих информацию в качестве бонуса или по цене, близкой к нулю (например, в приложениях для социальных сетей).

## Социально-политические аспекты
По оценкам Консультативной группы Еврокомиссии по вопросам информационного общества и технологий (ISTAG), окружающий интеллект получит общественное признание благодаря созданию им следующих возможностей:
- облегчение контактов между людьми;
- ориентация на сотрудничество и культурное развитие;
- распространение знаний и навыков, повышение качества работы и выбора потребителей;
- формирование доверия и уверенности в себе;
- содействие устойчивому развитию личности, общества и окружающей среды в долгосрочной перспективе;
- простота и лёгкость контроля со стороны рядовых пользователей.

## Критика
Этические последствия конечного этапа развития окружающего интеллекта тоже подробно рассмотрены Лемом в «Осмотре на месте». После презентаций 1998 года концепция вызвала критику со стороны многих исследователей и общественных деятелей. В частности, Д.Райт, С.Гутвирт, М.Фридевальд и другие в книге «Меры безопасности в мире окружающего интеллекта» отмечают, что такие характеристики окружающего интеллекта как персонализация, контекстная зависимость, упреждающие действия вызывают опасения по поводу возможных социальных, политических и культурных последствий, в частности, в сфере неприкосновенности частной жизни. При этом применение окружающего интеллекта не обязательно должно нарушать приватность личности, если он используется для работы, но может повлечь потерю приватности в случае использования третьими лицами для других целей.
Основной темой критики концепции окружающего интеллекта является формирование гиперреальной среды, в которой виртуальные объекты не будут отличаться от реальных. Социально-экономические, политические и культурные аспекты окружающего интеллекта в настоящее время исследует ряд профессиональных исследовательских групп и добровольных сообществ.